# Saint David sogn (Saint Vincent og Grenadinerne)
Saint David sogn er et af seks sogne på Saint Vincent og Grenadinerne.
13°17′03″N 61°14′29″V / 13.28417°N 61.24139°V